# Aconitum burnatii
Aconitum burnatii är en ranunkelväxtart som beskrevs av Gáyer. Aconitum burnatii ingår i släktet stormhattar, och familjen ranunkelväxter. Inga underarter finns listade i Catalogue of Life.